# The Pretty Sister of Jose
Pour plus de détails, voir Fiche technique et Distribution.
The Pretty Sister of Jose est un film muet américain réalisé par Allan Dwan et sorti en 1915.

## Fiche technique
- Titre original : The Pretty Sister of Jose
- Titre en français : La Sœur de José
- Réalisation : Allan Dwan
- Scénario : Allan Dwan, d'après un roman et une pièce de Frances Hodgson Burnett
- Chef opérateur : H. Lyman Broening
- Production : Famous Players Film Company
- Distribution : Paramount Pictures
- Genre : Film dramatique
- Date de sortie : 
  - États-Unis : 31 mai 1915

## Distribution
- Marguerite Clark : Pepita
- Jack Pickford : Jose
- Edythe Chapman : la mère
- Gertrude Norman : la grand-mère
- William Lloyd : le Padre
- Rupert Julian : Sebastiano
- Teddy Sampson : Sarita
- Richard Rosson : Manuel